# 王韶明
王 韶明（おう しょうめい）は、南朝斉の蕭昭文の皇后。海陵王妃。本貫は琅邪郡臨沂県。

## 経歴
王慈の娘として生まれた。永明8年（490年）、蕭昭文にとついで臨汝公夫人となった。永明11年（493年）、鬱林王蕭昭業が即位すると、韶明は新安王妃となった。延興元年（494年）7月、蕭昭文が即位すると、皇后に立てられた。同年10月、蕭昭文が退位すると、海陵王妃に降格された。

## 伝記資料
- 『南斉書』巻20 列伝第1
- 『南史』巻11 列伝第1